# Prinsenkasteel (Grimbergen)
Le Prinsenkasteel (littéralement « Château des Princes ») est un château situé à Grimbergen, en Belgique. Il fut la demeure des seigneurs de Grimbergen à partir du XIVe siècle. Ses ruines sont encore visibles dans le parc du Prinsenbos (le « Bois des Princes »).

## Histoire

### Moyen Âge
À la suite de la destruction du bastion de la famille Berthout à Borgtberg lors de la Guerre de Grimbergen, les seigneurs de Grimbergen établissent, aux alentours du début du XIVe siècle, leur résidence à l'emplacement actuel du château, alors appelé Boksem. Leur forteresse est toutefois à nouveau détruite lors des sièges de 1488 et 1489, menés respectivement par Maximilien d'Autriche, alors régent des Pays-Bas bourguignons, et par Albert III de Saxe. Seules certaines parties du donjon semblent encore dater de cette époque,. 

### Époque moderne

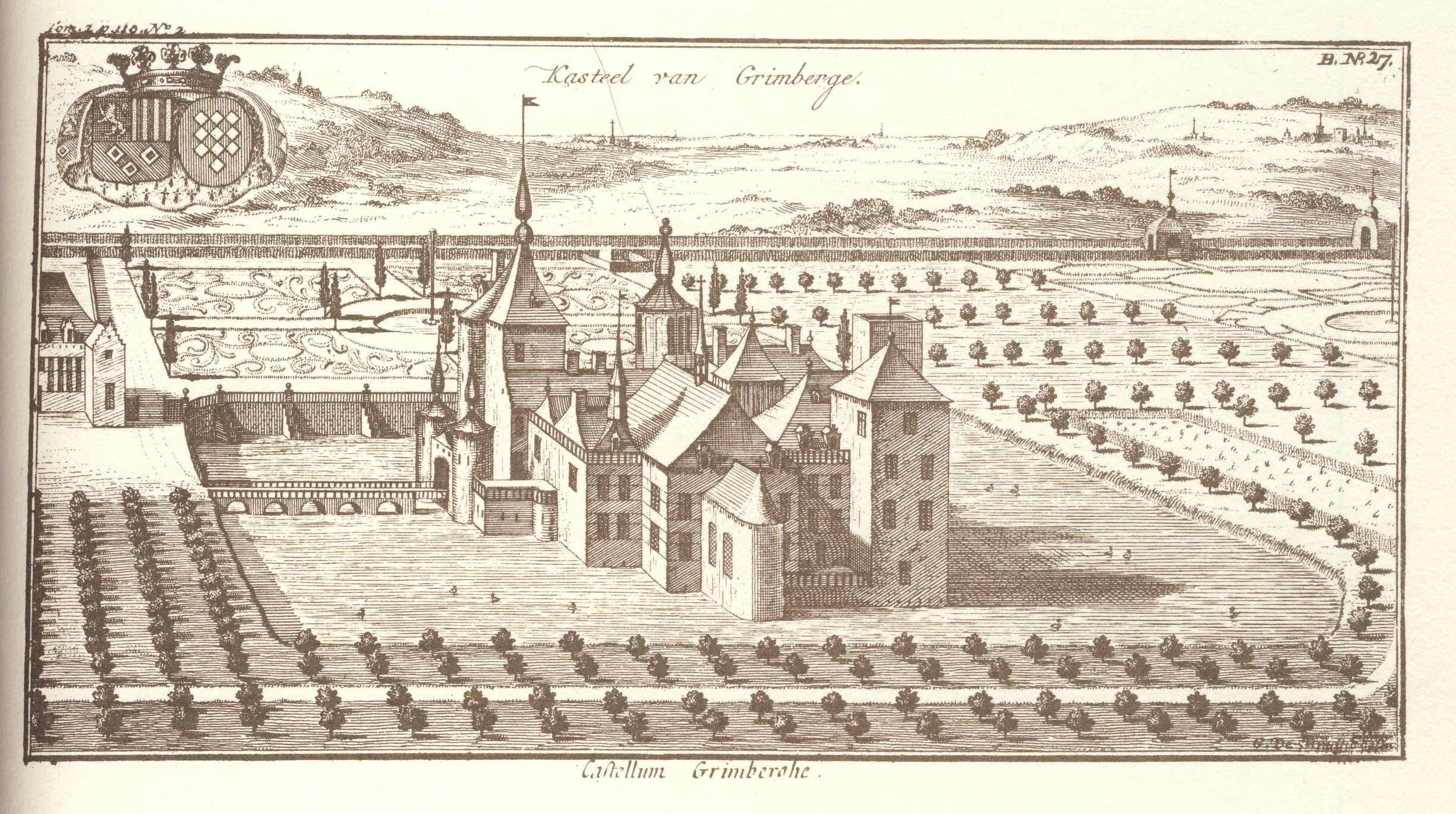
Gravure représentant le château en 1770.

Le château actuel a quant à lui été érigé aux alentours de l'an 1500 sur les fondements de la précédente forteresse. En 1686, le comte de Grimberghe, Philippe-François de Glymes, est élevé au rang de prince par le roi d'Espagne Charles II. Le château devient alors domaine princier, d'où son nom,. Après avoir été endommagé pendant la guerre de succession d'Autriche, il est restauré en 1745 et fait l'objet, dans les années 1770, de travaux d'embellissement.
Le domaine passe ensuite dans le giron de la famille de Mérode à la suite du mariage, en 1778, du comte Charles de Mérode (1762-1830) avec Marie d'Ongnies de Mastaing, princesse de Grimberghe. Leur fils aîné, Henri de Mérode (1782-1847), est le premier membre de la famille à porter le titre de prince de Grimberghe.

### Époque contemporaine

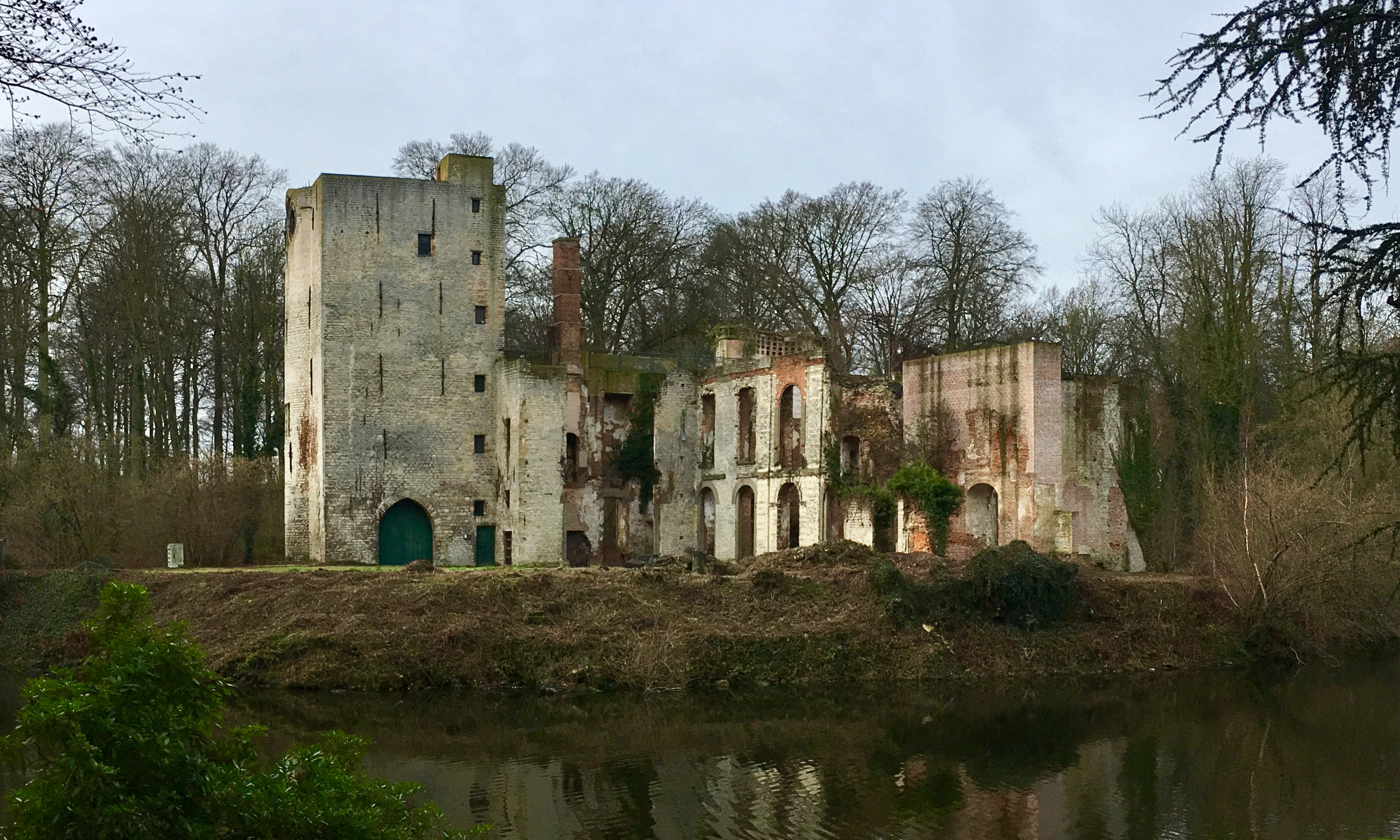
Ruines du château telles qu'elles se présentent actuellement dans le Prinsenbos

De 1901 à 1933, des sœurs norbertines de l'abbaye Saint-Anne-de-Bonlieu, chassées de France à la suite de l'expulsion des congrégations religieuses, sont accueillies dans le château.
Pendant la Seconde Guerre mondiale, le château est occupé par les soldats allemands. Ils y mettent le feu lors de leur retraite en 1944,.
Les ruines du château ont été rachetées par la commune de Grimbergen en 1947. En 1978, elle acquiert également le bâtiment annexe, aujourd'hui appelé le Guldendal, qui servait anciennement d'écuries, de remise à calèches et de bâtiment de service.

## Localisation
Les ruines du château sont encore visibles dans le parc du Prinsenbos, situé à Grimbergen entre les rues Prinsenstraat, Guldendal, De Merodestraat, Speelbroek et Pastoor Woutersstraat.
Les coordonnées géographiques du lieu sont 50° 55′ 42″ N, 4° 22′ 17″ E.

## Situation juridique

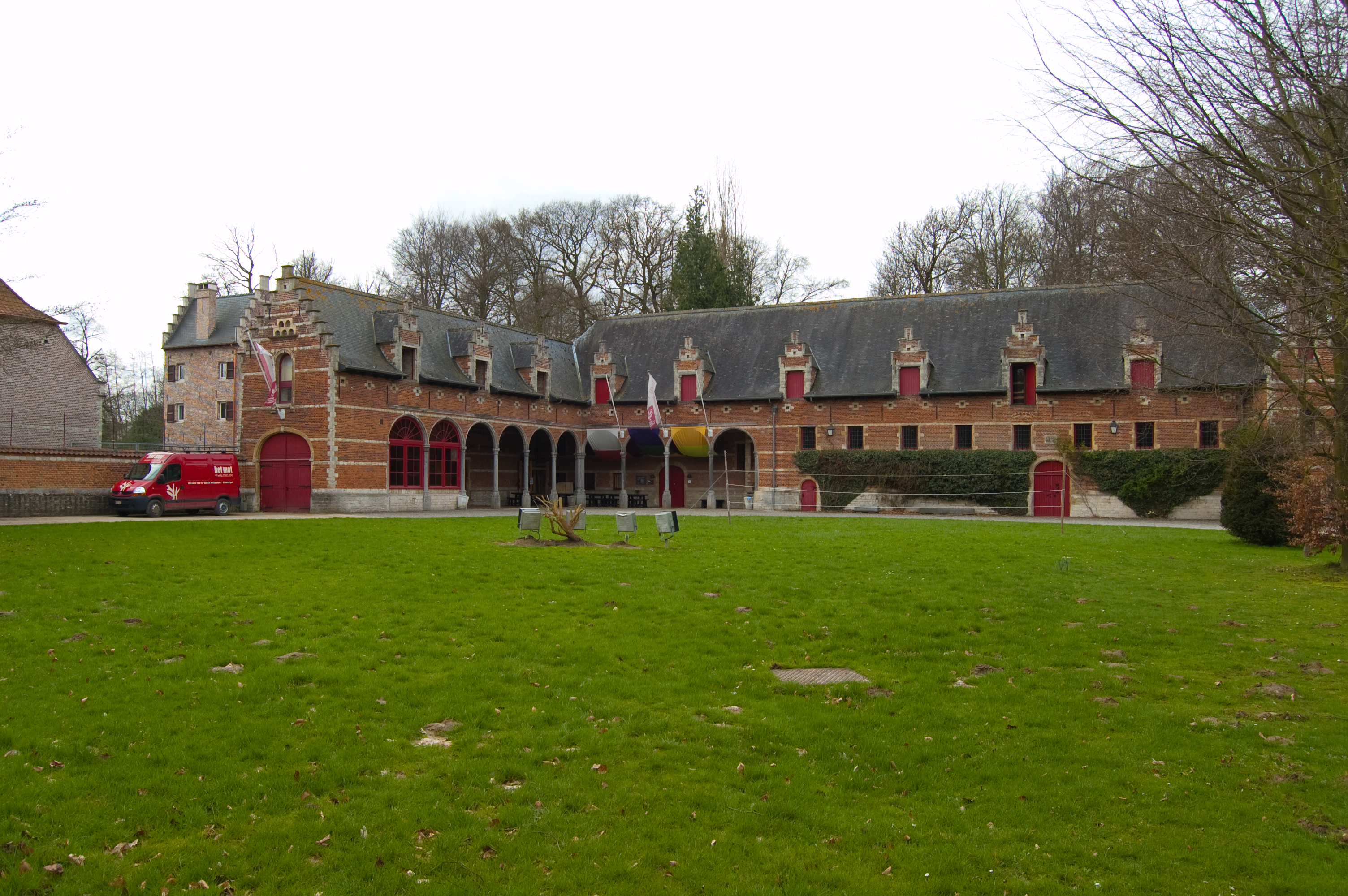
't Guldendal aujourd'hui

La commune de Grimbergen est propriétaire des ruines du château, du parc et du Guldendal.
Les ruines du château sont classées comme monument historique depuis 1959. En 1980, la protection est étendue à l'ensemble du domaine en tant que site rural et le Guldendal acquiert lui aussi la qualité de monument historique.
Depuis 1982, le Guldendal est le siège du Musée des Techniques anciennes (MOT). 
Le parc du Prinsenbos est ouvert au public. Depuis 2009, sa gestion est confiée à l'Agence de la nature et des forêts (nl) . Les ruines du château ne sont toutefois pas accessibles.